# ラ・ディーグ島
ラ・ディーグ島（La Digue）は、セーシェルの島。セーシェルで4番目に大きな島である。面積10km2、人口は約2000人。プララン島の6km東にあり、フェリーの定期便で結ばれている。西海岸にラ・パッセとラ・レユニオンの2つの村があり、ここに島民のほとんどが住む。
ラ・ディーグ島という名はフランスの探検家マリオン・デュフレーヌの艦隊が1768年にセーシェルに寄港した際、艦隊の船の一隻の名からつけられた。
島の主産業は観光業である。とくにアンス・スース・ダルジャンのビーチは透明度と美しさで人気が高い。かつて島の経済の柱はコプラとバニラの栽培であった。島の中央部には標高333mの山がそびえており、サンコウチョウの仲間などめずらしい動物が生息している。

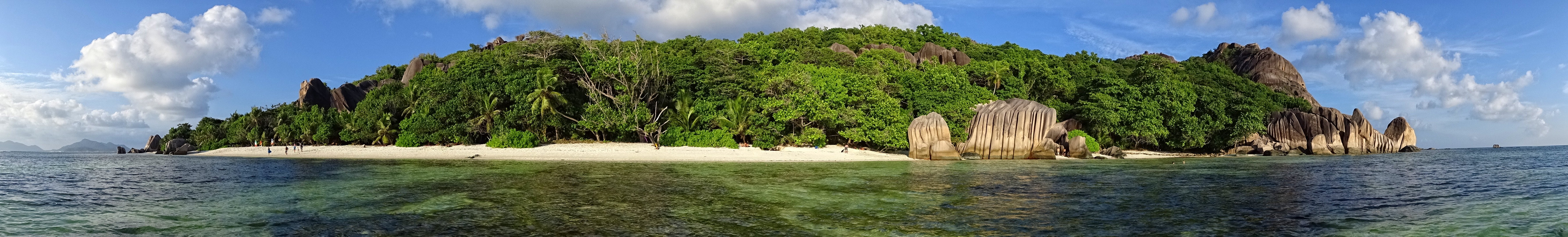
パノラマのAnse Source d'Argent

## 地区
行政区画は以下の地区となる。
- ラ・ディーグ島およびインナー諸島

## ギャラリー

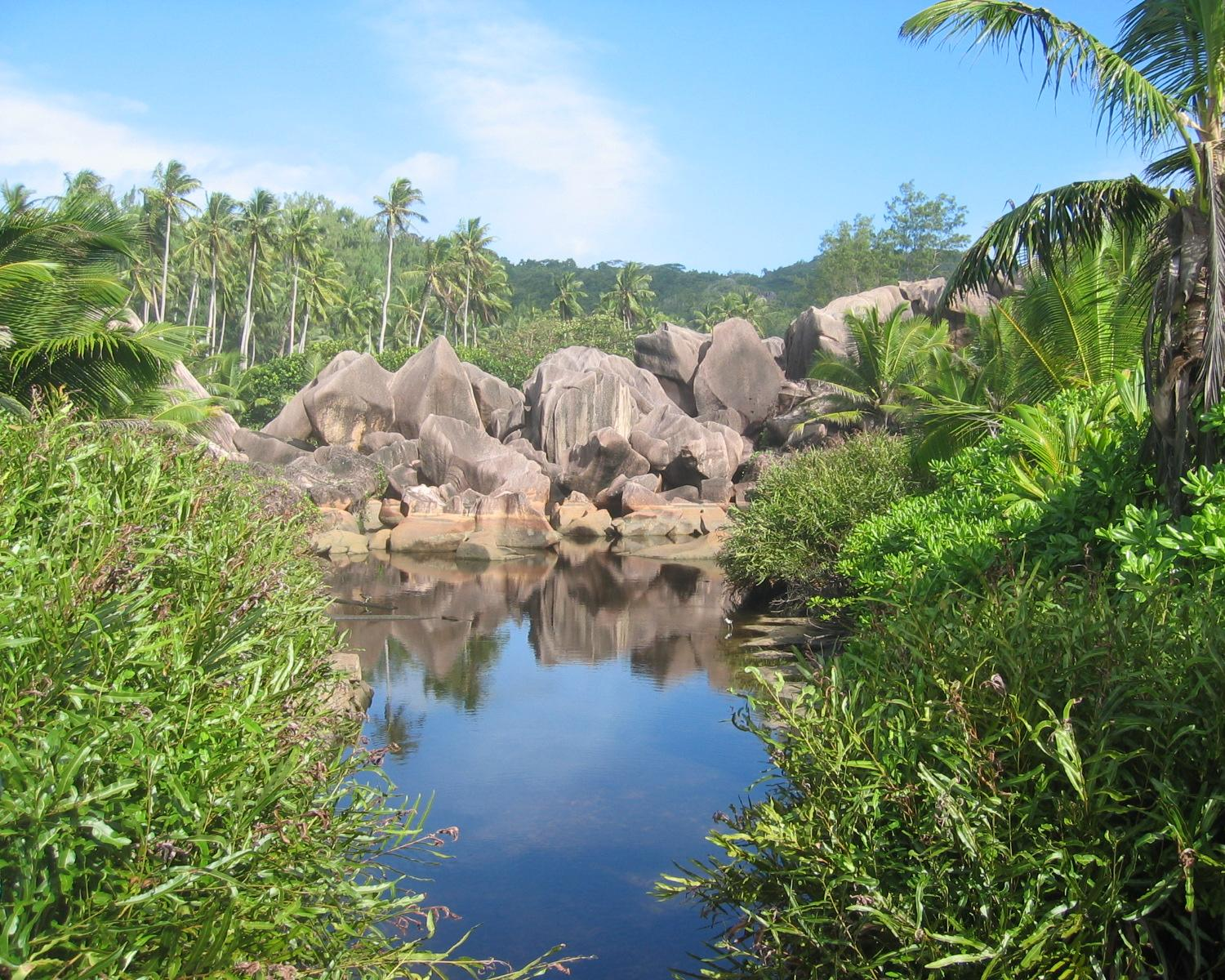
ラ・ディーグ
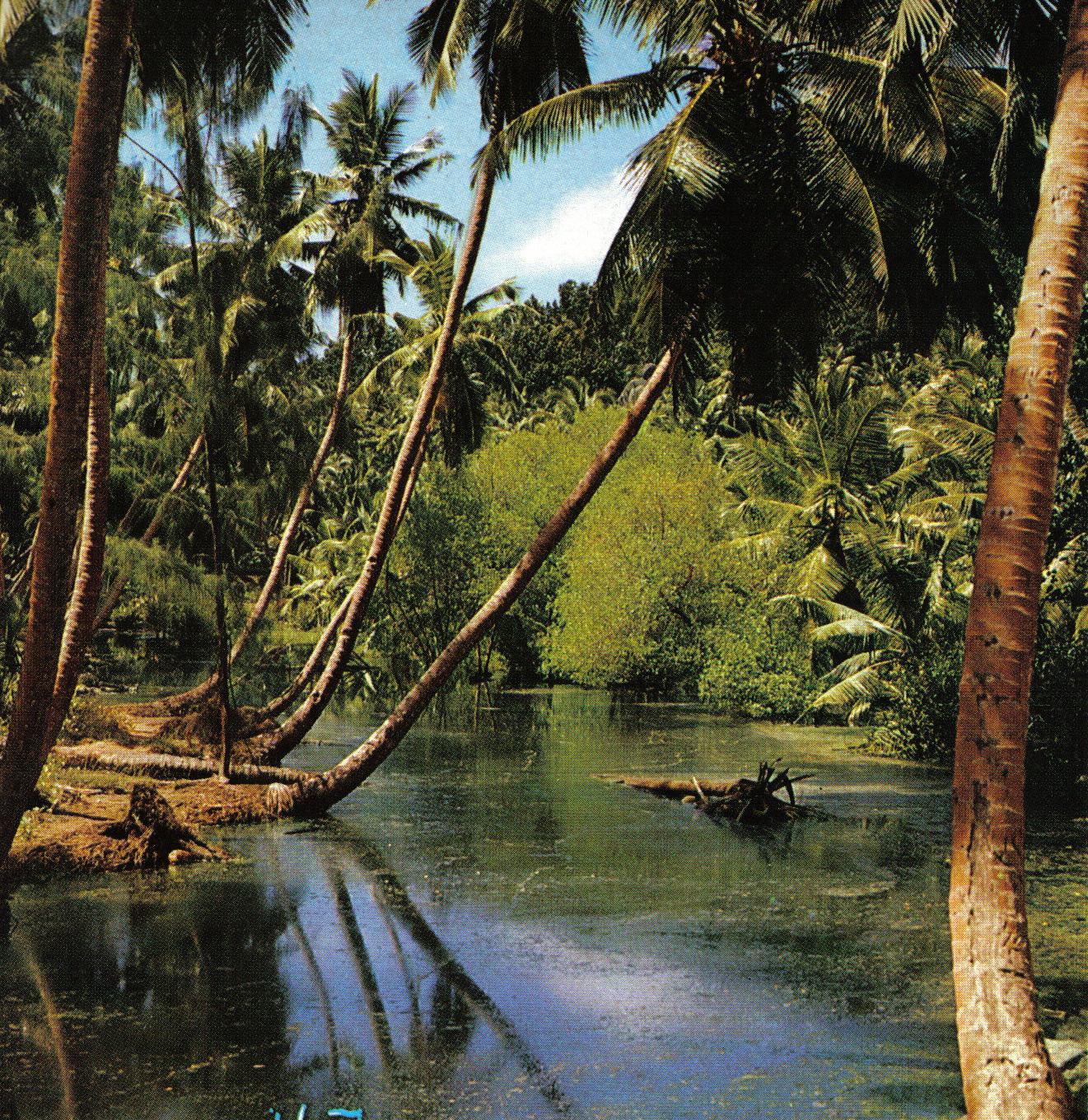
ラ・ディーグ島の湿地
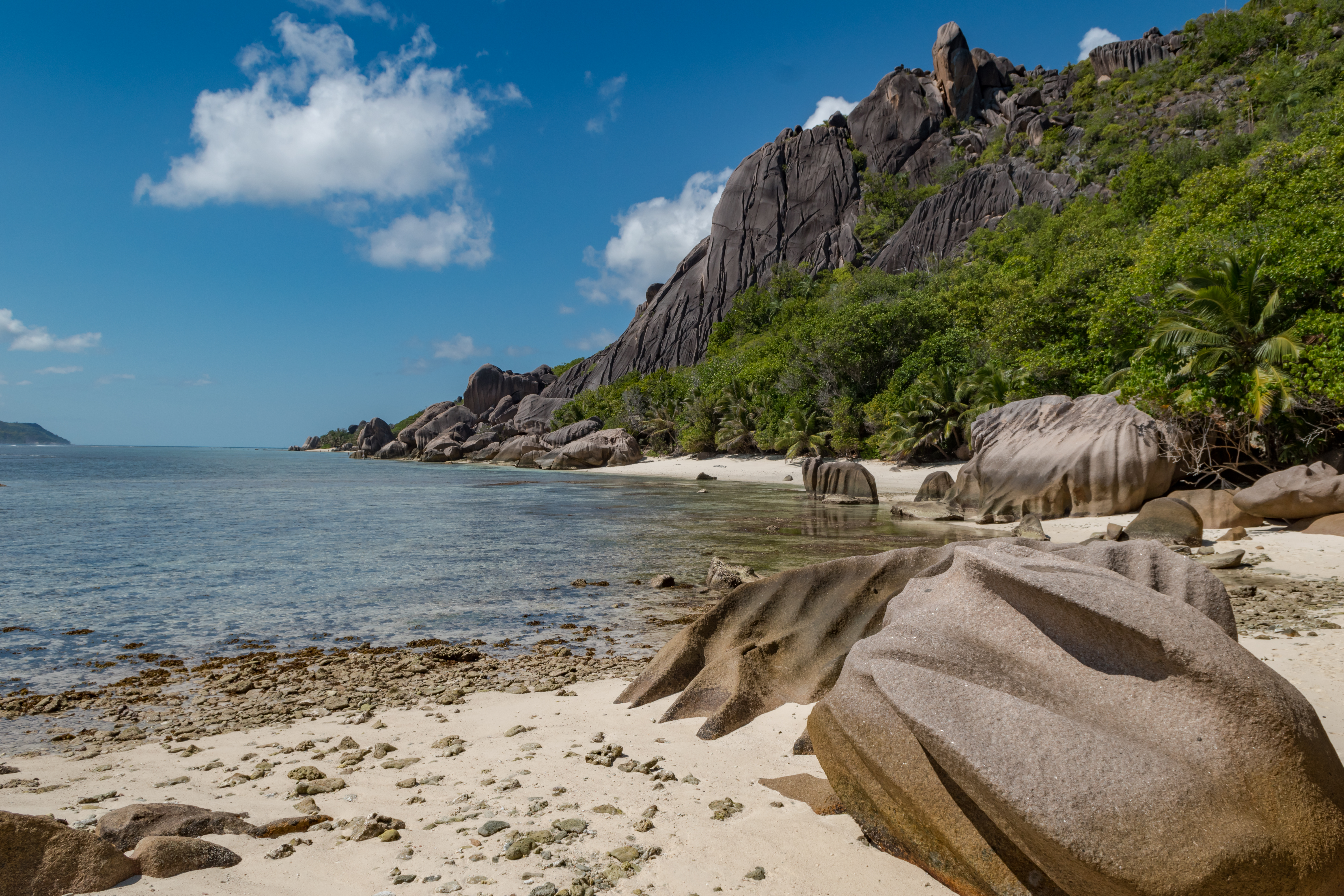
ラ・ディーグ島
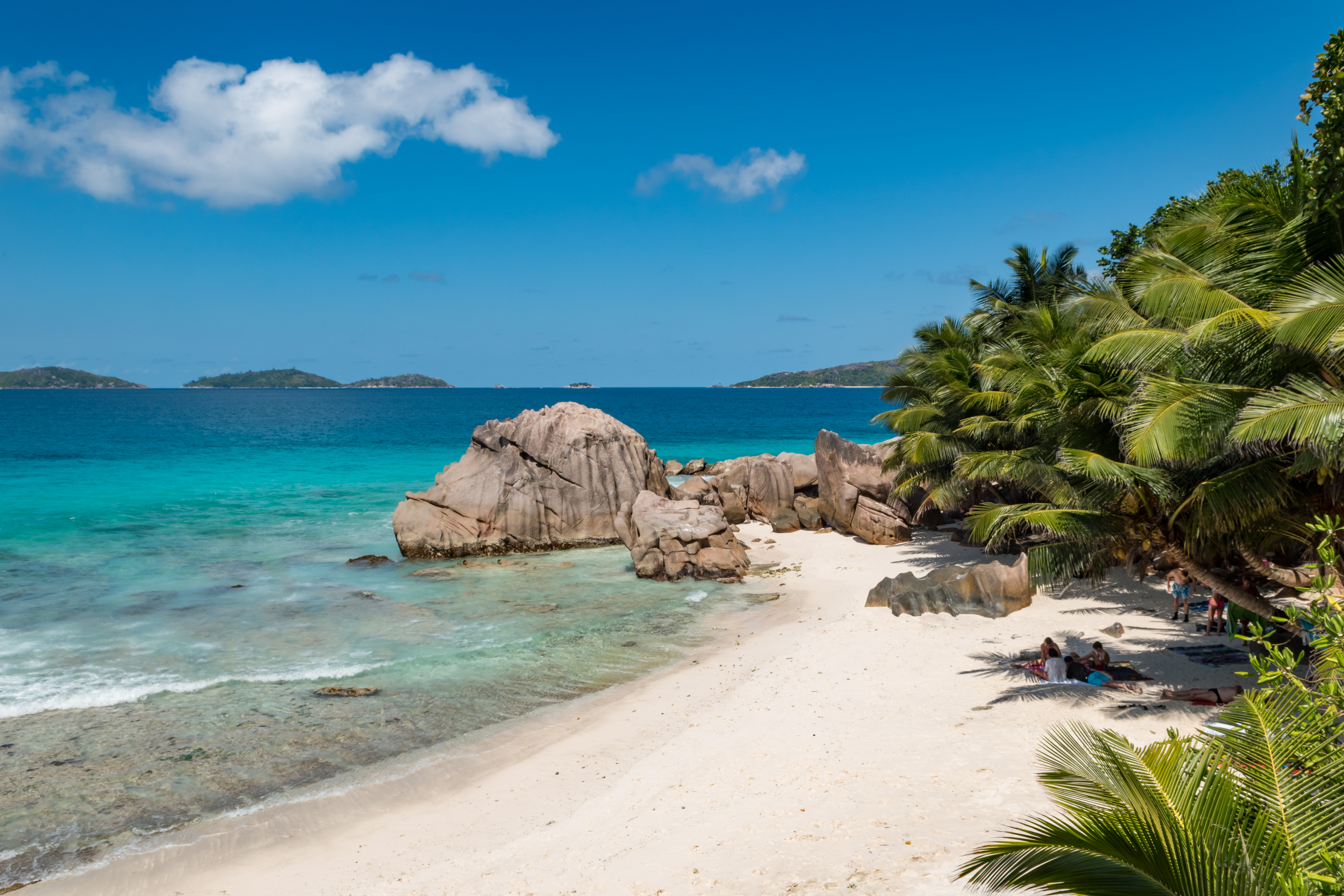
砂浜 Patates Cocos La Digue
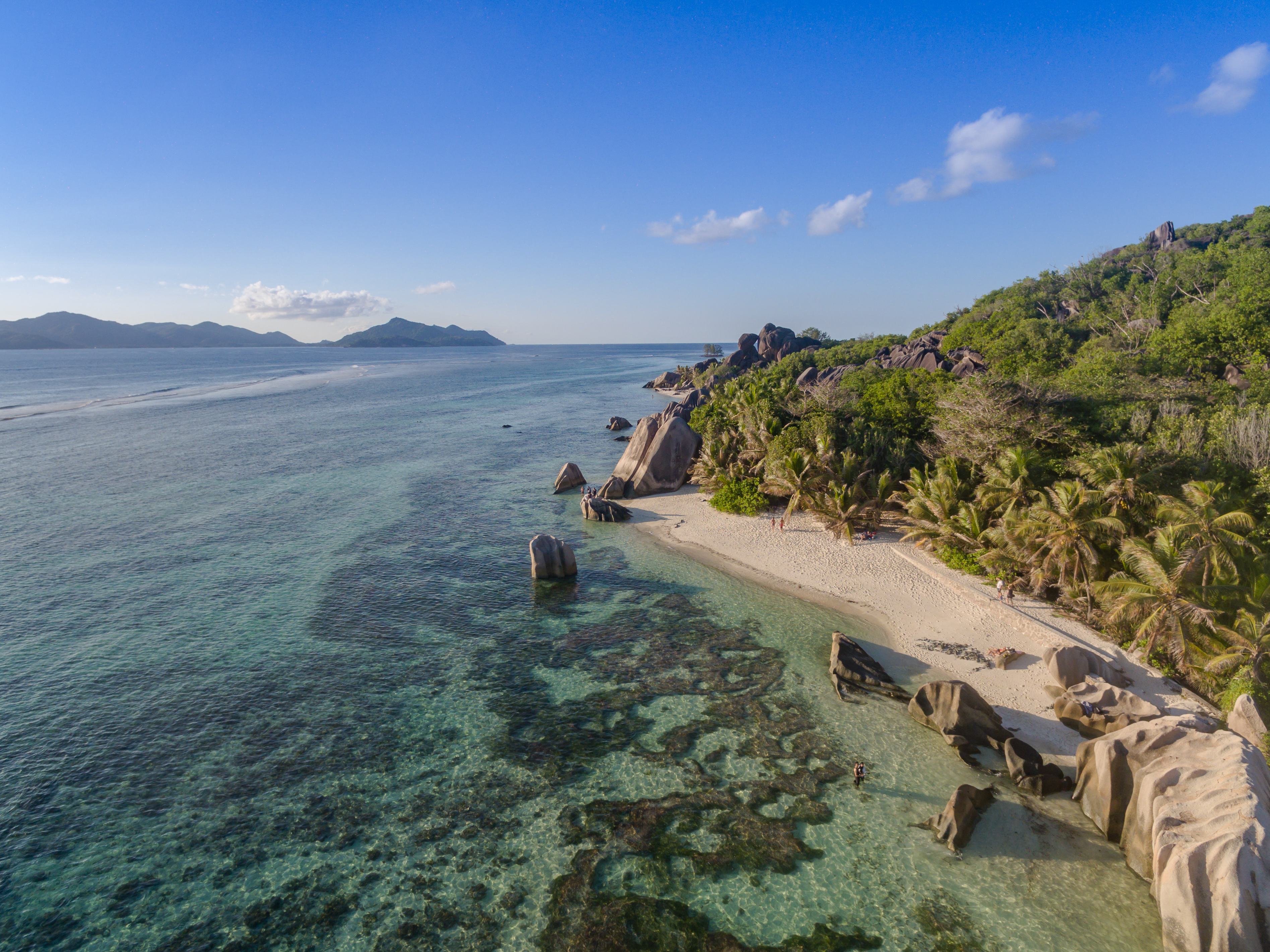
砂浜 Anse Source d'Argent
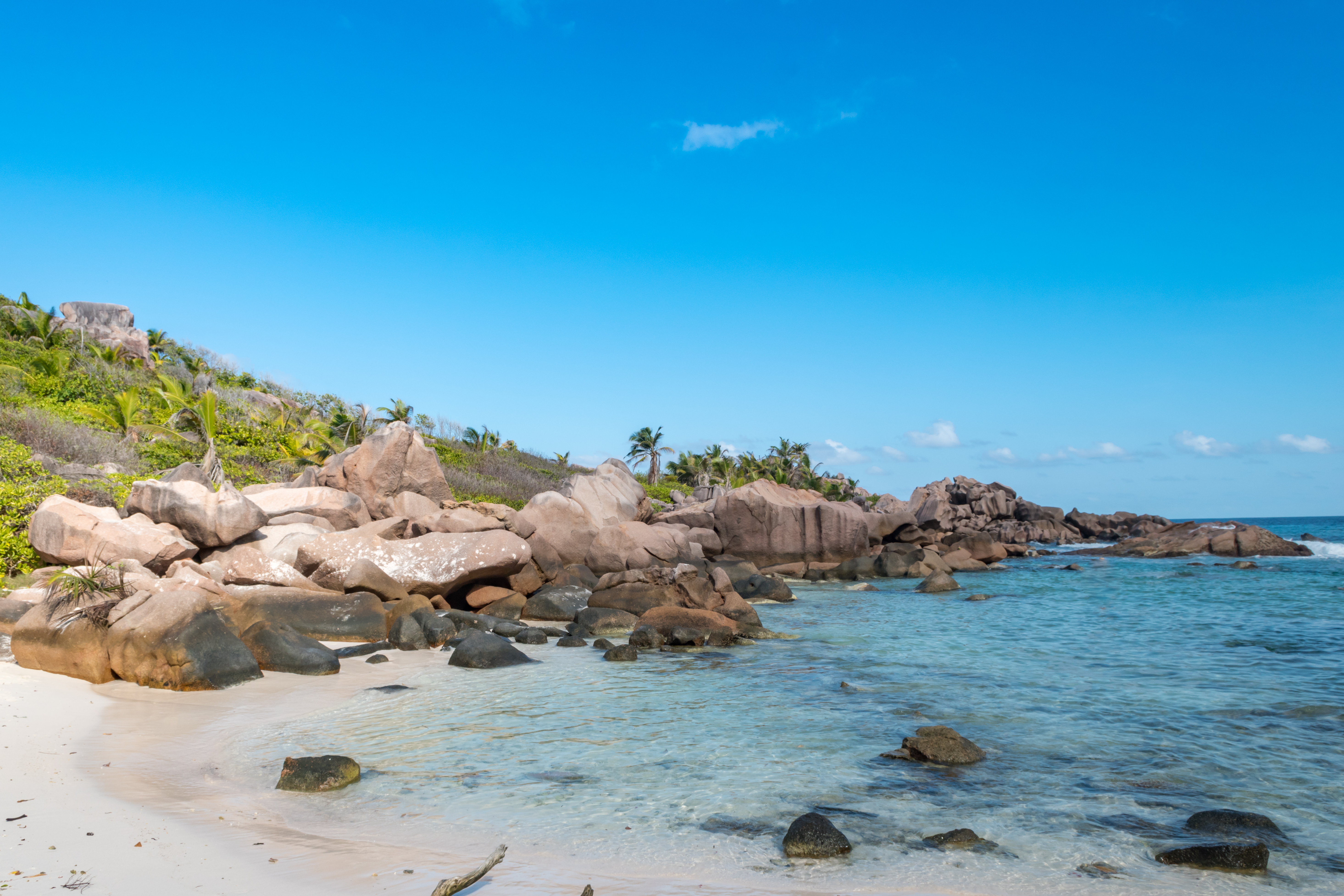
砂浜 Petite Anse Cocos La Digue

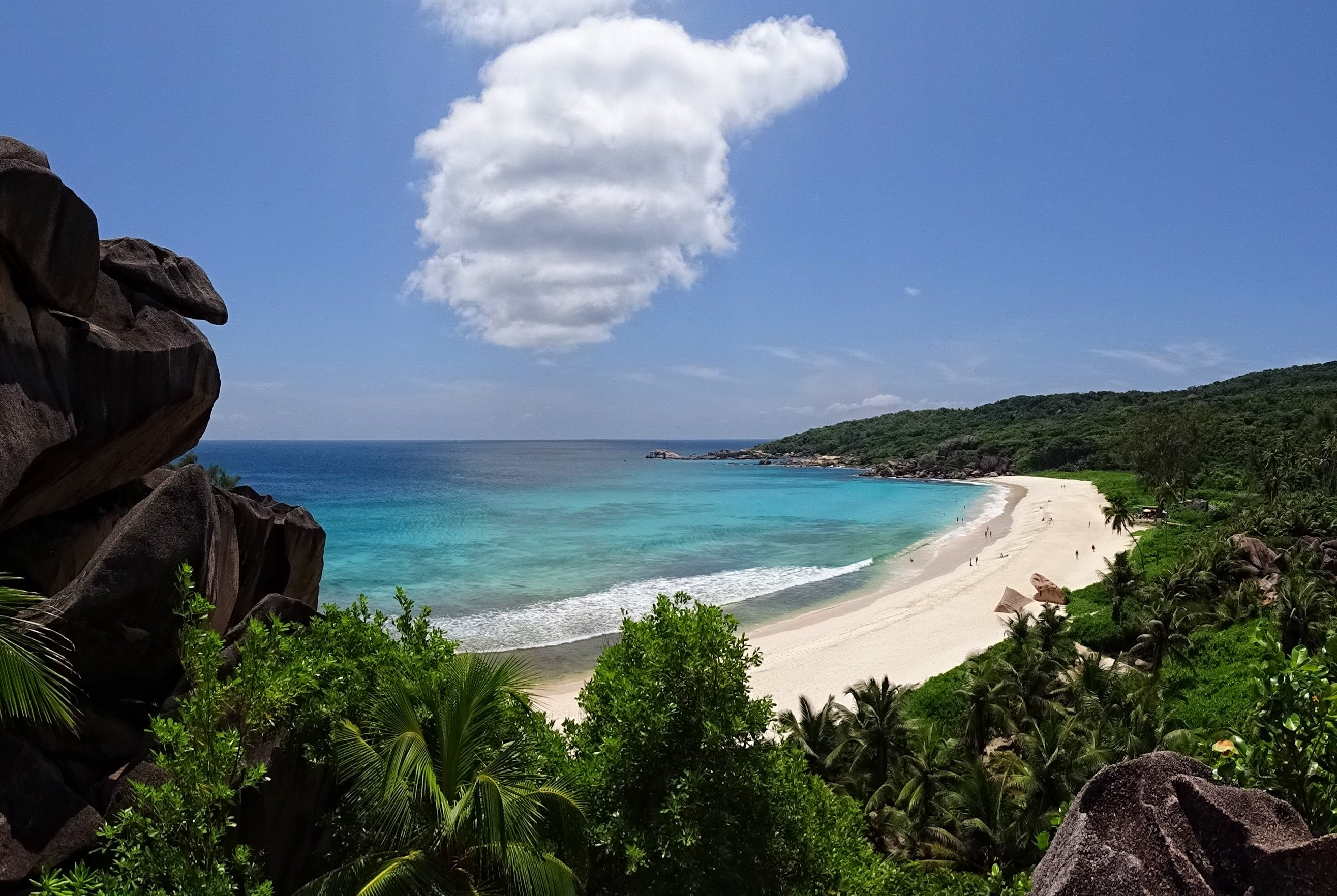
グラン・ダンスのビーチ
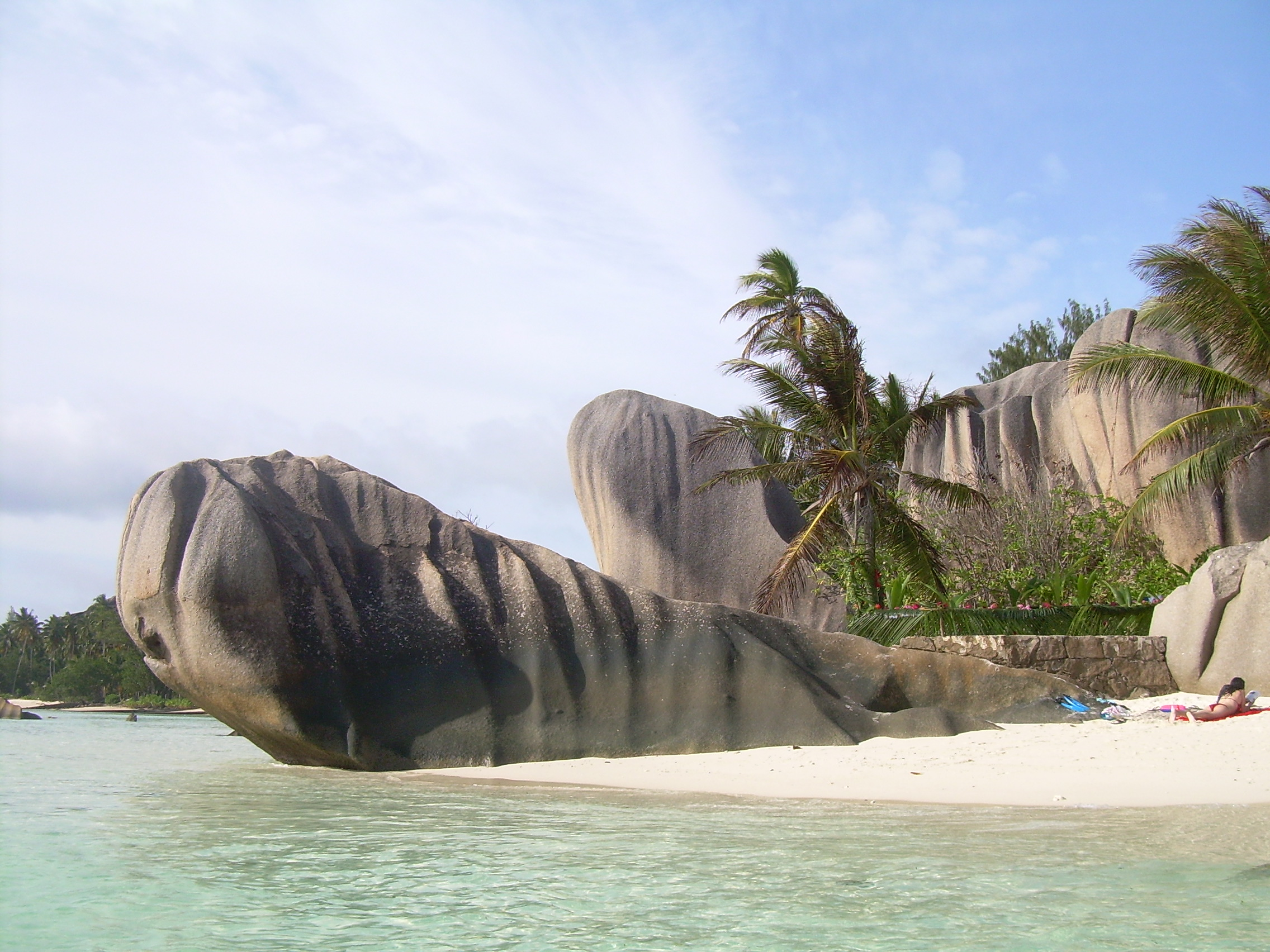
アンス・スース・ダルジャン
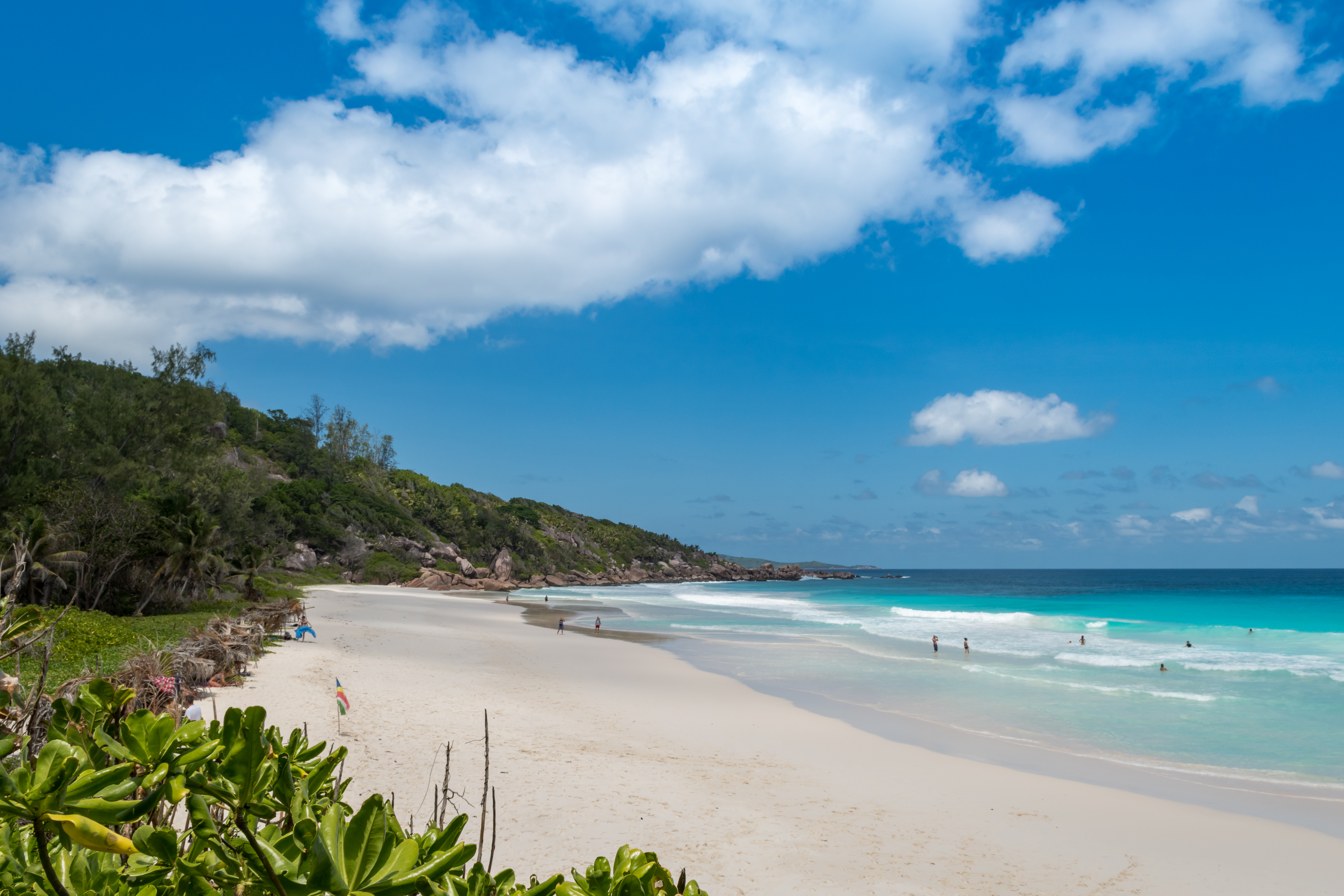
砂浜 Petite Anse La Digue
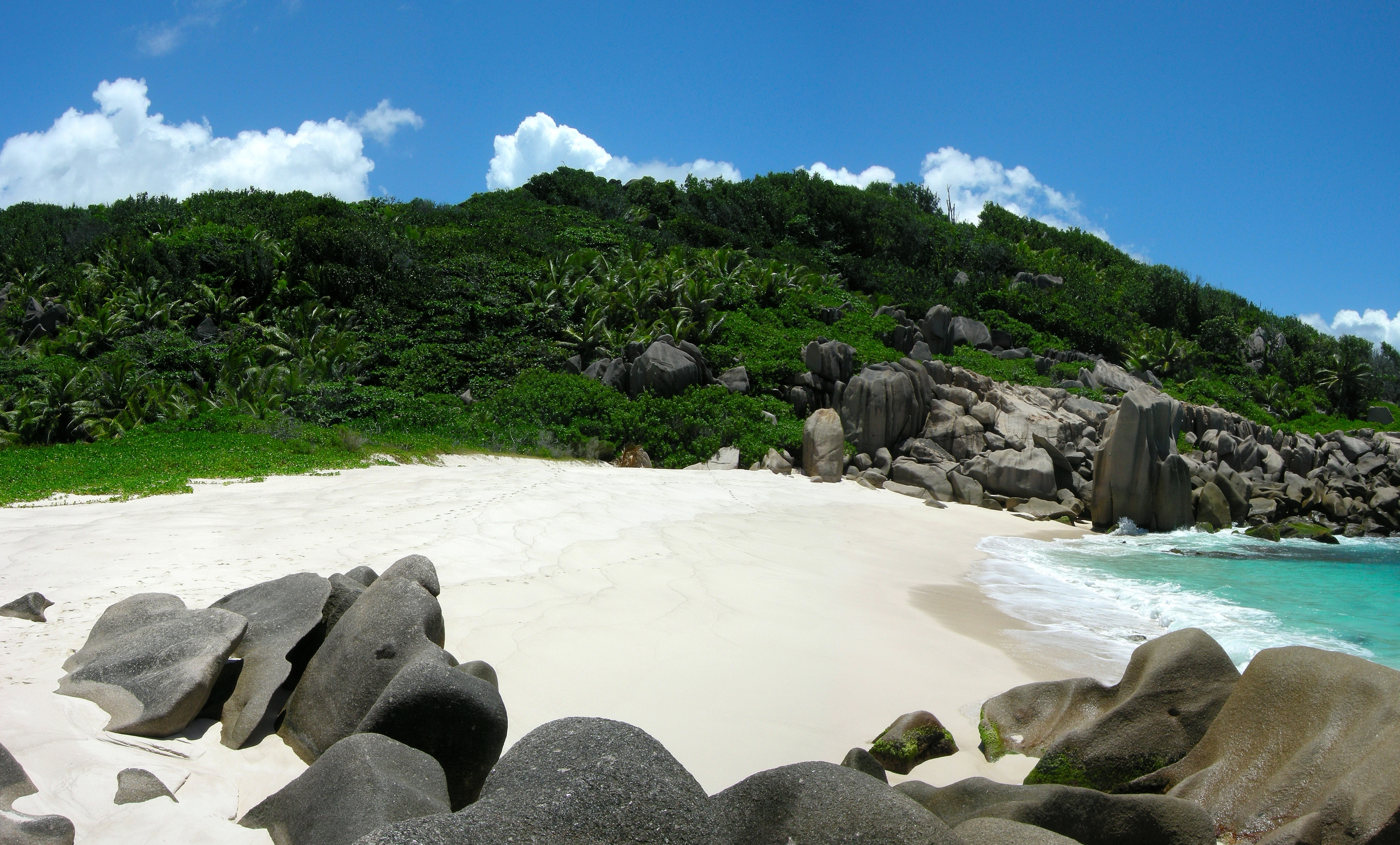
砂浜 Anse Marron
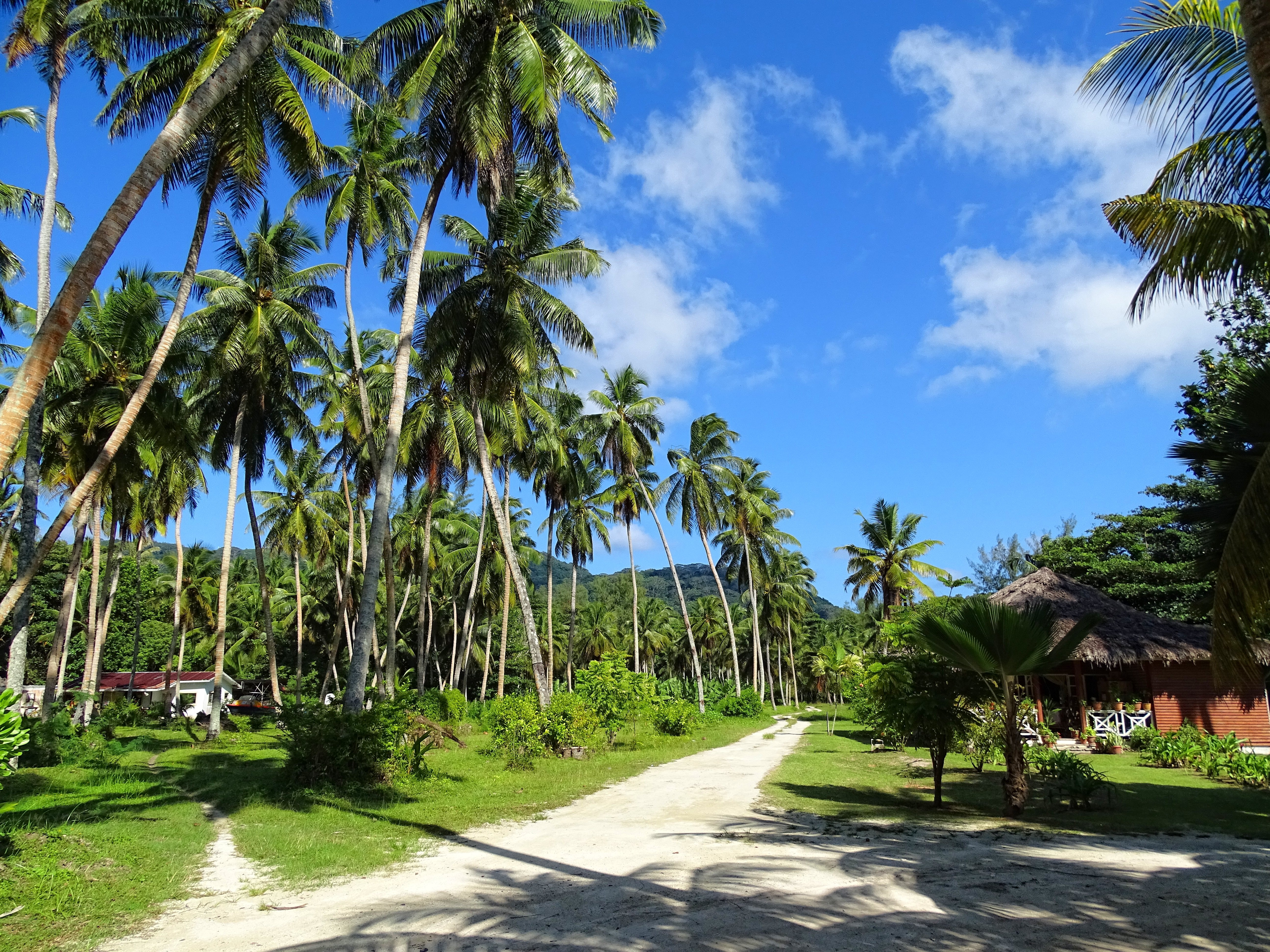
ココナッツプランテーション
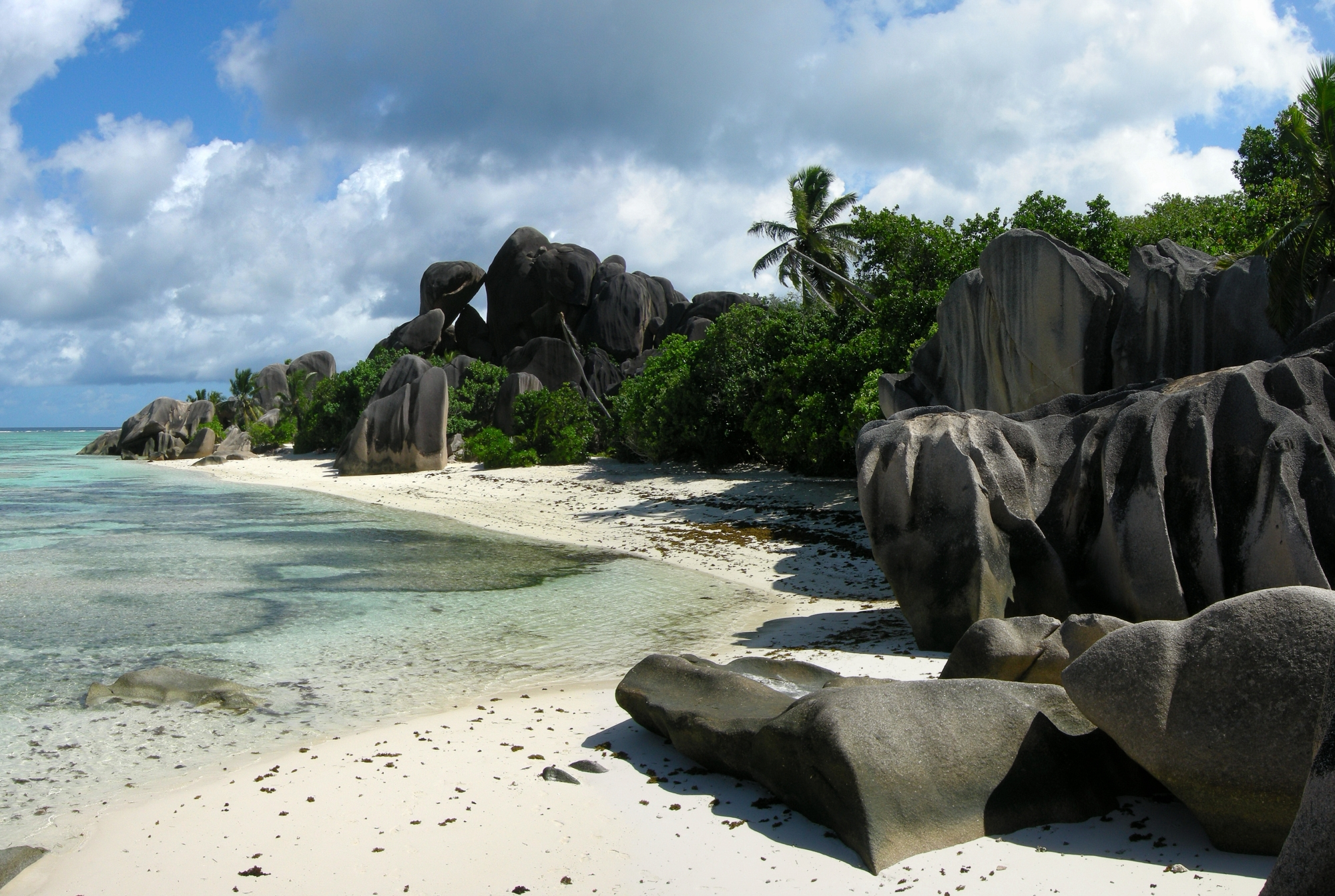
Anse Source d'Argent
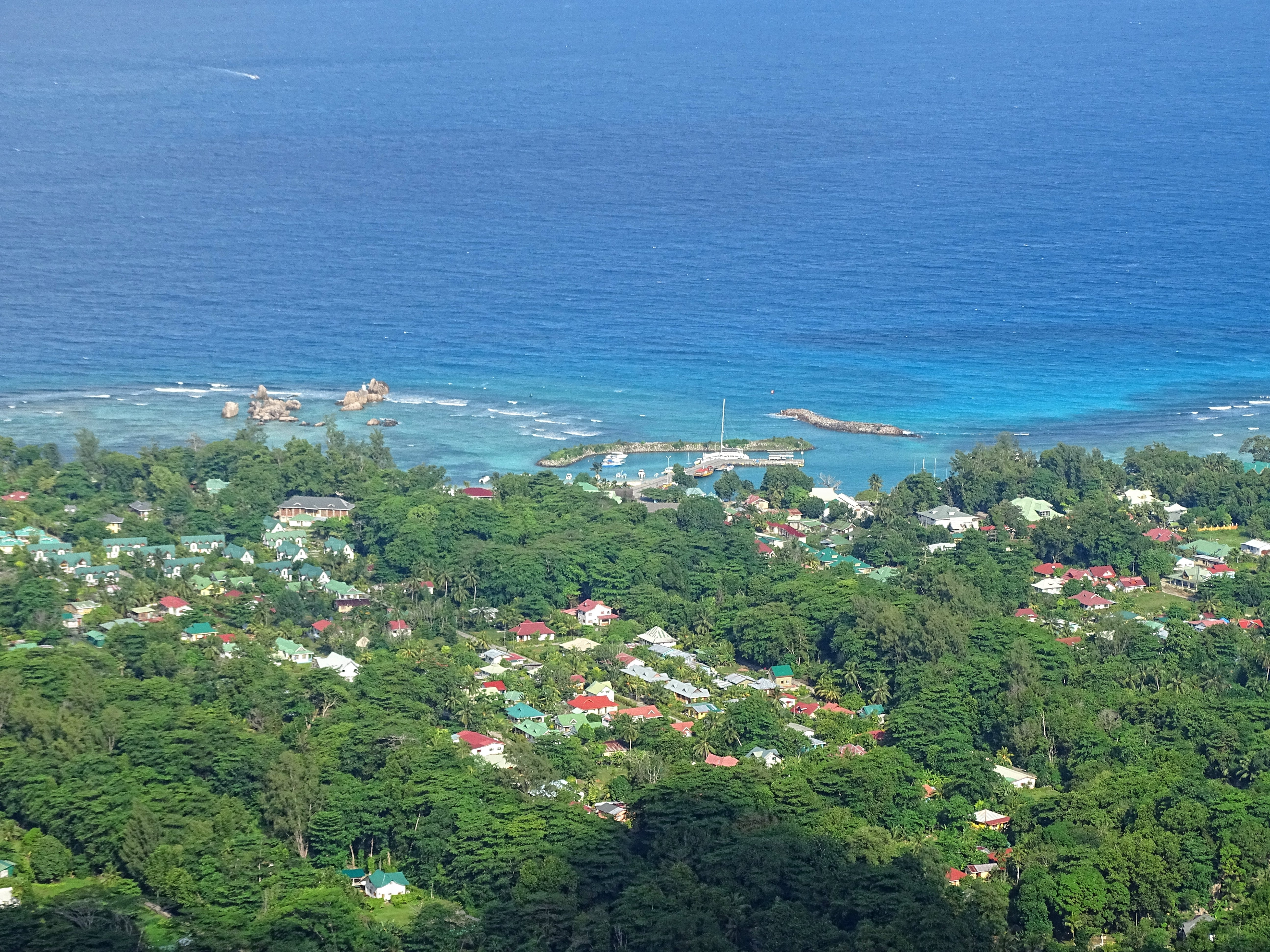
La Passe (2500人口)